# Steeton with Eastburn
 (mars 2023).
Steeton with Eastburn est une paroisse civile du Yorkshire de l'Ouest, en Angleterre.